# Тышкевич, Михал Зигмунд
Михал Зигмунд Антоний Мария Тышкевич-Логойский (пол. Michał Zygmunt Antoni Maria Tyszkiewicz-Łohojski; 25 мая 1903, Закопане — 21 марта 1974, Мюнхен) — польский граф, помещик, чиновник МИД, поэт-песенник, в 1922 году он владел поместьями площадью 15 420 га.

## Биография
Представитель польского дворянского рода Тышкевичей герба «Лелива». Младший (третий) сын графа Яна Юзефа Тышкевича-Логойского (1867—1903) и Эльжбеты Красинской (1871—1906), дочери Станислава Красинского.
Он написал слова многих известных песен, в частности, Uliczka w Barcelonie, Fiakier, Jesienna piosenka, Każda z pań «moderne», Sonny Boy, Zapomniana piosenka. В 1931 году он женился на польской актрисе и певице Марии Анне Петрушинской. Их брак изначально был признан семьей графа как мезальянс.
Перед началом Второй мировой войны Тишкевичи часто бывали в Орнианах — усадьбе Михала недалеко от Вильнюса. В 1940 году Михал Тышкевич получил гражданство Литвы, ему удалось также вытащить свою жену из тюрьмы на Павяке (арестована гестапо в 1939 году). Как граждане Литвы, они останавливались в Вильнюсе, принимая участие в польской культурно-общественной жизни.
После начала советской оккупации Литвы граф Михил Тышкевич был арестован НКВД и заключен в Лубянку. Вскоре была арестована его супруга Ганка. После подписания Соглашения Сикорского — Майского в 1941 году Михал Тышкевич с женой обрели свободу и оказались в Армии Андерса. Совместно проводили эвакуацию польских детей из СССР, в частности, в Индию. Затем граф Тышкевич был секретарем посольства Польши в Тегеране, получил должность от Польского правительства в изгнании.
После войны ухаживал за своим осиротевшим племянником — Яном Тышкевичем (1927—2009), сыном его брата Владислава, погибшего в киевской тюрьме НКВД (1940).
Был дважды женат. Его первой женой в 1931 году в Варшаве стала Ганка Ордонувна (1902—1950). В 1951 году в Лондоне во второй раз женился на Татьяне Нахичеванской (1925—1975), дочери Хана Георгия Нахичеванского (1899—1949). Оба брака были бездетными.
Граф Михал Тышкевич скончался 21 марта 1974 года в Мюнхене (ФРГ) в возрасте 70 лет.